# Álvaro Fernandes
Álvaro Fernandes fue un navegante, explorador y comerciante de esclavos portugués del siglo XV al servicio de Enrique el Navegante. Capitaneó dos expediciones importantes (en 1445 y 1446), que expandieron el límite de los descubrimientos portugueses en la costa atlántica del África Occidental, probablemente hasta la frontera norte de la moderna Guinea-Bissau. El punto más lejano que alcanzó Álvaro Fernandes (aproximadamente el cabo Roxo) no fue superado durante diez años, hasta el viaje de Alvise Cadamosto en 1456.
Como pionero, Fernandes superó a todos los servidores del príncipe en ese momento. Después de visitar la desembocadura del río Senegal, doblando el cabo Verde y deteniéndose en Gorea, continuó hasta el cabo de los Maestros, en algún lugar entre el cabo Verde y el río Gambia, el punto más austral alcanzado por entonces. En 1446 regresó y avanzó costeando mucho más hasta una bahía localizada a 110 leguas marítimas (entre 4,5 y 6,1 km dependiendo del marino de la época) al SSE del cabo Verde, tal vez en las cercanías de Conakri y de las islas de Los, un poco antes de Sierra Leona. Este logro no será superado hasta 1461, cuando fue avistada y nombrada a Sierra Leona. Una herida, causada por una flecha envenenada, obligó a Fernandes a regresar a Portugal, donde fue recibido con honores y premios por el infante D. Henrique y por D. Pedro, regente del reino y hermano de D. Henrique.

## Antecedentes
Álvaro Fernandes era el sobrino de João Gonçalves Zarco, que había redescubierto el archipiélago de Madeira al servicio del Infante D. Henrique (1418-20), llegando a ser después gobernador de Madeira y comandante de Funchal. Álvaro fue criado en la casa de D. Henrique, como paje o escudero, y luego volvió a Madeira, al servicio de su tío, entonces capitán donatario de Machico, la más septentrional de las islas.
En 1443, uno de los capitanes de Enrique, Nuno Tristão, había descubierto la bahía de Arguin (en la costa de la moderna Mauritania), que estaba salpicada de pequeños poblados de pescadores de bereberes sanhaja, los primeros asentamientos nativos que los capitanes de Enrique habían visto desde que hubieran superado el cabo Bojador diez años antes. Este descubrimiento abrió el apetito de los comerciantes portugueses, que inmediatamente vieron una perspectiva fácil y rentable para patrocinar incursiones de captura de esclavos en esos asentamientos vulnerables. Entre 1444 y 1446, una cascada de incursiones esclavistas portuguesas, organizadas por consorcios privados y armadas con una licencia de Enrique, asoló los bancos de Arguin, aprovechándose de los pobres pescadores de Arguin para tomarlos como esclavos para venderlos en Europa.

## Expedición de 1445
Uno de estos consorcios fue organizado por los capitanes donatarios privados de las islas Madeira, que reunieron una pequeña flota de tres carabelas. Una de las naves de Madeira fue equipada por João Gonçalves Zarco (el donatario de Machico), quien nombró capitán a su sobrino Álvaro. El segundo barco estaba comandado por Tristão Vaz Teixeira (capitán donatario de Funchal, al sur de Madeira) y el tercero por Álvaro de Ornellas.: Libro I, Cap. 11  Faria e Sousa (p.527).</ref>
El cronista del siglo XV Gomes Eanes de Zurara afirma que Fernandes partió solo, instruido personalmente por el príncipe Enrique para 'evitar' las redadas y dirigirse directamente hacia la "tierra de los negros" (África subsahariana) para gloria de la exploración.: 225  Sin embargo, esto parece improbable, dada la participación de los demás capitanes y los hechos ocurridos. Las desiertas islas Madeira estaban siendo colonizadas en ese momento y tenían necesidad de mano de obra esclava, y la flota de Madeira, muy probablemente, salió con la intención de asaltar los bancos de Arguin para ello.
La flota de Madeira no alcanzó los bancos de Arguin, sino que llegó solamente hasta el cabo Blanco antes de que dos de las naves (las de Tristão Vaz Teixeira y Ornellas) decidieran dar marcha atrás. Esto podría haber sido a causa de las malas condiciones climáticas,: 213 : 140  o posiblemente debido a que encontraron la nota (clavada en una cruz de madera erigida en el cabo Blanco) que un poco antes dejó Antão Gonçalves, capitán de otra redada esclavista, con la advertencia a siguientes capitanes esclavistas portugueses de que la isla de Arguin había sido devastada, que el resto de la población había huido de las zonas de influencia, y que debían de tratar de buscar cautivos en otros lugares.: 84  84.</ref> Se sabe que Ornellas procedió a asaltar la isla canaria de La Palma y que capturó algunos esclavos guanches.: 213, 249  Es incierto que Vaz Teixeira hiciera lo mismo. Probablemente fue en el cabo Blanco donde Álvaro Fernandes decidió separarse y seguir al sur y probar suerte en la «Tierra de los Guineus» (término genérico para los pueblos africanos negros por debajo del río Senegal), cuyo descubrimiento acababa de ser anunciado unos meses antes (1444-1445) por Nuno Tristão y Dinis Dias.

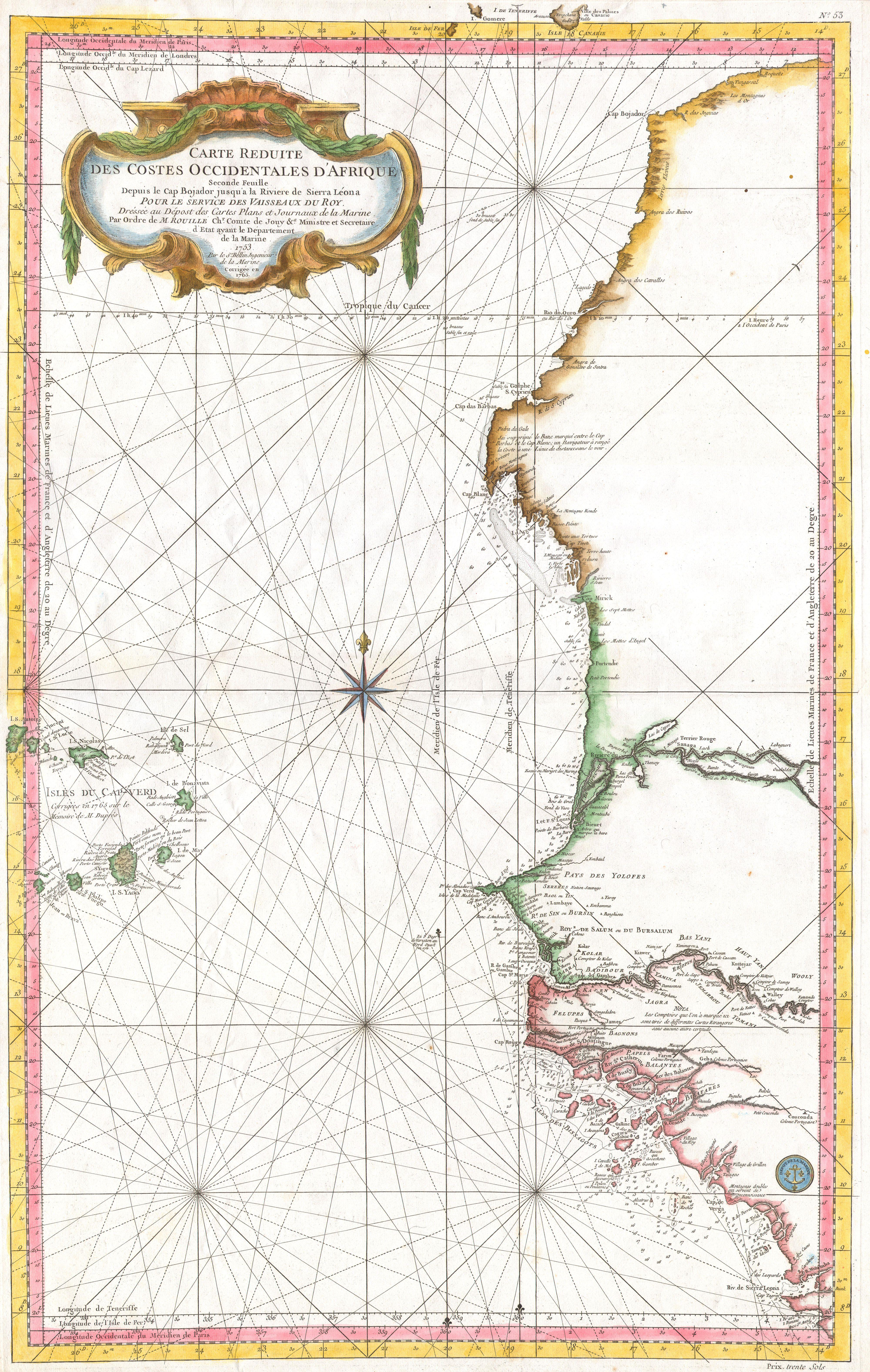
Carta marina de África Occidental, ca. 1765

Saltando Arguin, Álvaro Fernandes navegó directamente hacia el sur, llegando a la desembocadura del río Senegal. Se detuvo allí solo el tiempo suficiente para llenar dos barriles con agua del río.: 226  Es probable que Fernandes no tratase de hacer redadas en el río Senegal debido a que Dinis Dias había atacado una piragua local allí antes, por lo que las poblaciones wolof a orillas del río estarían atentas a las intenciones hostiles de las carabelas portuguesas.
Álvaro Fernandes continuó navegando por la Costa Grande del Senegal hasta el cabo Verde, el punto más lejano alcanzado por Dinis Dias. Es incierto si Dias en realidad sobrepasó el cabo. Si no lo hizo, entonces Álvaro Fernandes pudo muy bien haber sido el primer europeo en doblar Cabo Verde y navegar en el Angra de Bezeguiche (la bahía de Dakar). Fernandes ancló en la isla Bezeguiche (isla de Gorea), que estaba deshabitada, pero que tenía muchas cabras salvajes que la tripulación procedió a sacrificar para tener alimentos. Se dice que Fernandes habría dejado su marca en la isla tallando en un tronco de árbol el lema caballeresco del príncipe Enrique el Navegante, Talent de bien faire [Talento de bien hacer].: 226 : 113 : 145 

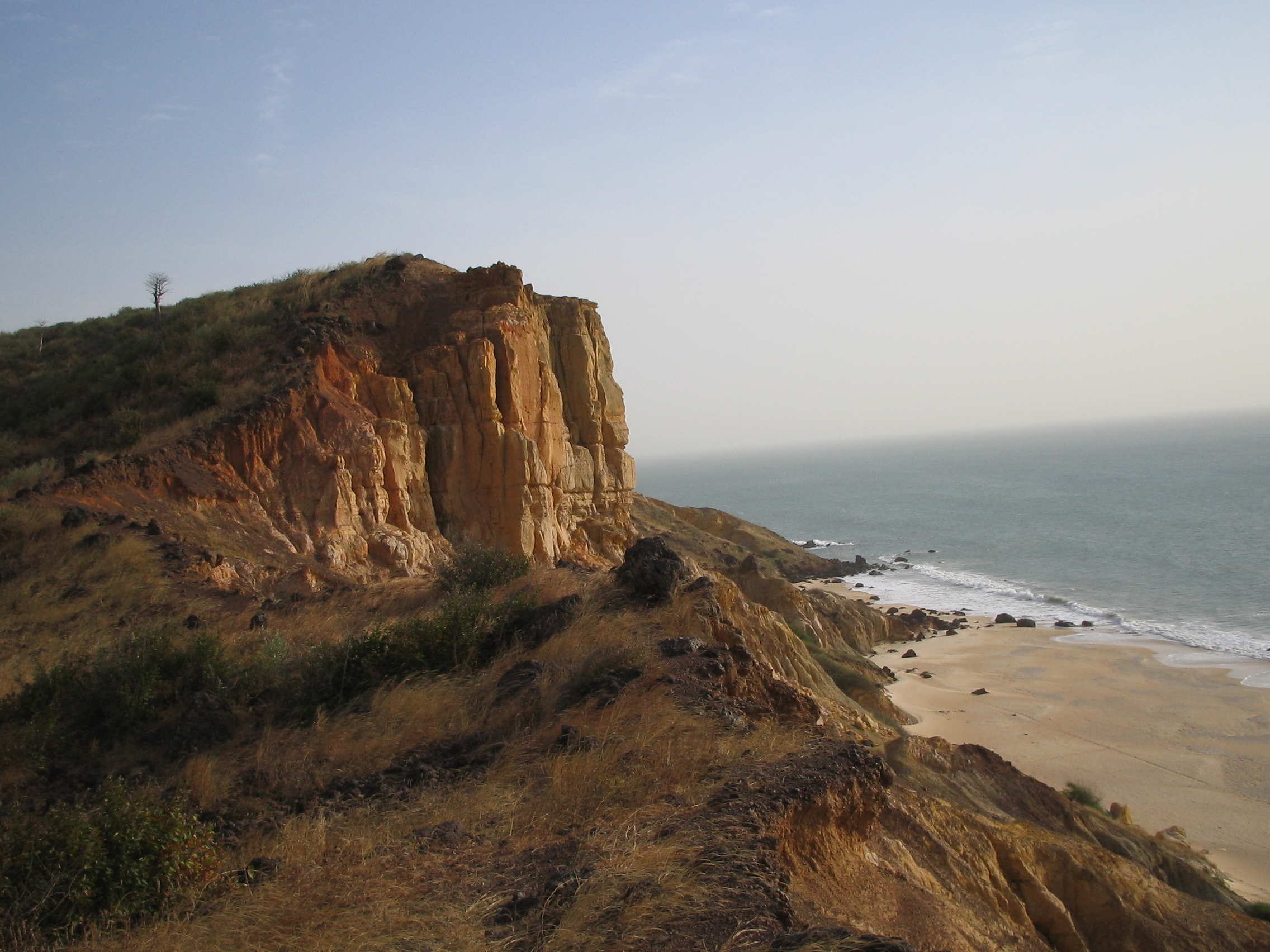
Acantilados de Popenguine, justo por encima del cabo de Palos (cabo de Naze), el punto más lejano alcanzado por Álvaro Fernandes en 1445.

Mientras reposaban aguas afuera de la isla, un par de curiosas canoas nativas (con cinco hombres cada una, wolof o probablemente lebous) dejaron tierra firme y remaron hacia la carabela. El primer encuentro se realizó sin problemas: intercambiaron gestos que expresaban intenciones pacíficas, y varios de los nativos fueron invitados a bordo, dándoles los portugueses comida y bebida, antes de volver a sus canoas y regresar al continente. Animados por el pacífico encuentro inicial, seis canoas más remaron hasta la carabela. Pero esta vez Fernandes decidió emboscarles, y preparó un lanzamiento con hombres armados, tras el lado oculto de la carabela. Cuando las canoas nativas estaban a su alcance, Fernandes dio la señal y el grupo armado oculto salió de detrás de la nave. Las canoas nativas de inmediato dieron la vuelta para regresar a la costa, pero no antes de que el barco portugués llegara a la canoa más cercana. Cortados, los nativos saltaron y trataron de nadar hacia la orilla. Dos de los nadadores fueron capturados por los portugueses, pero dieron tal batalla que cuando el segundo hombre fue capturado, ya exhaustos, todos los demás nativos había alcanzado tierra firme.
La emboscada había obtenido solo dos cautivos, pero la voz de alarma estaba dada en la costa continental. Sin el elemento sorpresa, Fernandes no vio mucho sentido a quedarse en las cercanías, y zarpó de la bahía Bezeguiche.: 228  Procedió al sur a lo largo de la Petite-Côte, hasta que llegó a un imponente acantilado rocoso que llamó Cabo dos Mastos ("Cabo de Palos", a causa de una serie de troncos de árboles desnudos, secos, que se parecía a un grupo de buques de mástiles; ahora cabo Naze, 14°32′14″N 17°6′14″O / 14.53722, -17.10389). Fernandes mandó un lanzamiento a explorar la zona. Llegaron hasta encontrar a una pequeña partida de caza de cuatro nativos (posiblemente serer) y trataron de capturarlos por sorpresa, pero los sorprendidos cazadores lograron escapar y correr más rápido que los portugueses.: 228–229 
Álvaro Fernandes regresó entonces a Portugal, con solo los dos cautivos de Bezeguiche, los barriles de agua del río Senegal y las armas de los cazadores para demostrarlo. Su acción hostil había dado la alarma entre los pueblos de la bahía Bezeguiche. Los siguientes barcos portugueses que llegaron a la zona —la gran flota de esclavos Lançarote de Freitas unos pocos meses más tarde— serían recibido con una lluvia de flechas y dardos envenenados, y obligados a mantenerse a distancia.
A pesar de los pobres rendimientos de su incursión esclavista, Álvaro Fernandes había navegado más al sur que cualquier capitán portugués antes, dejando el cabo de Palos como marca más lejana. Por eso, él y su tío (João Gonçalves Zarco) fueron ampliamente recompensados por el príncipe Enrique.: 229 

## Expedición de 1446
Álvaro Fernandes partió de nuevo en una carabela en 1446, esta vez en misión directa para el príncipe Enrique. Fernandes se dirigió directamente a su último punto (cabo dos Mastos), y desembarcó una pequeña partida de reconocimiento, pero no encontraron a nadie, reembarcando y continuando navegando hacia al sur. En un lugar indeterminado, vieron un pueblo costero local y desembarcaron una partida, solo para ser recibidos por una fuerza armada nativa (probablemente serer), con la intención de defender su pueblo. Álvaro Fernandes mató al que creyó era el cacique nativo al comienzo del encuentro, lo que provocó que el resto de los guerreros locales detuviesen brevemente la lucha. La partida portuguesa aprovechó la pausa para volver rápidamente a su nave.: 259 

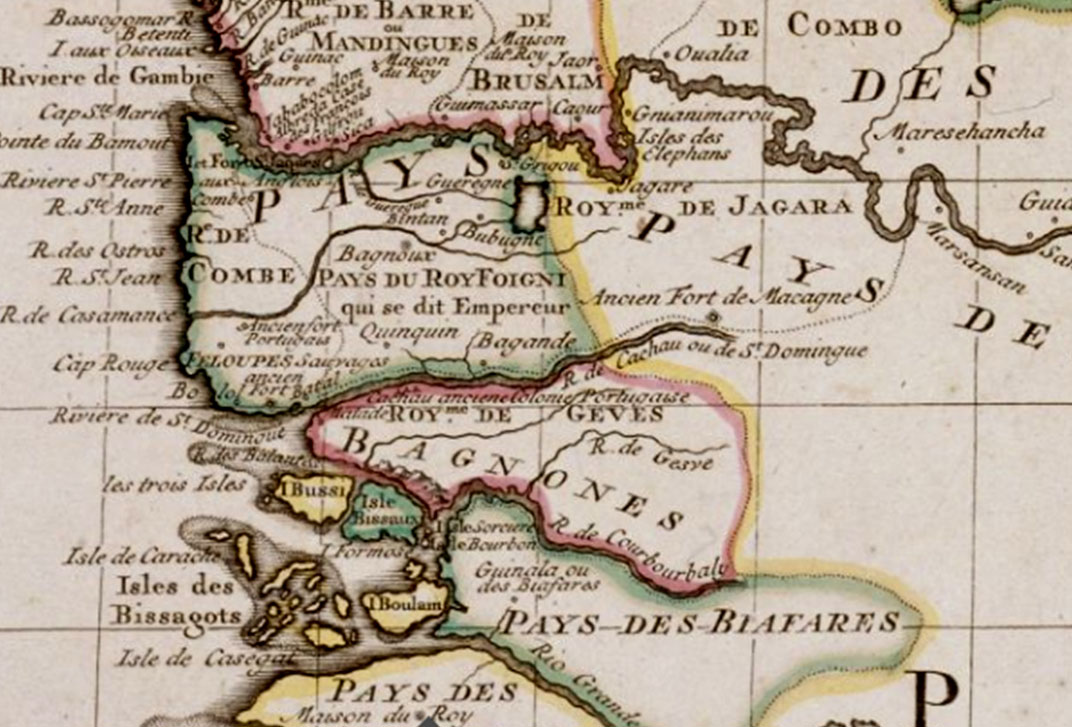
Los alrededores del río Casamance, en un mapa francés ca. 1726

Tras haber navegado un poco, al día siguiente, los portugueses capturaron a dos jóvenes nativas que estaban recolectando marisco en la orilla. La carabela reanudó la navegación, y continuó a "una cierta distancia", hasta que llegaron a un río grande, que se registra en las crónicas como "Río Tabite" (lugar incierto, ver más abajo). Aunque probablemente consciente de la suerte de Nuno Tristão en una aventura similar en un río, Álvaro Fernandes, no obstante, decidió establecer un lanzamiento para explorar río arriba. La primera embarcación exploratoria hizo un desembarco en la orilla cerca de algunas chozas locales, donde capturaron rápidamente a una nativa y la llevaron de vuelta a la carabela. Después de reequipar el bote, salieron de nuevo, esta vez con la intención de navegar río arriba. Pero no llegaron muy lejos antes de encontrarse con cuatro o cinco canoas nativas con hombres armados que se dirigían a ellos. Fernandes inmediatamente giró la barca y comenzó una carrera de nuevo hacia la carabela, con las canoas siguiéndole en su cola. Una de las canoas fue lo suficientemente rápida para casi ponerse a la par con el bote de Fernandes, lo que provocó que Fernandes girase y se prepararse para una pelea. Pero la ligera canoa nativa, dándose cuenta de que estaba sola, desaceleró para esperar a los demás, dando así a la embarcación portuguesa la oportunidad de reanudar el regreso a la carabela. Los portugueses se escaparon, pero el propio Álvaro Fernandes fue gravemente herido en la pierna por una flecha envenenada que tiraron desde una de las canoas. Una vez a bordo del barco, se desinfectó la herida con orina y aceite de oliva. La fiebre le tumbó durante unos días, casi al borde de la muerte, pero luego se recuperó.: 260 
A pesar de la experiencia casi mortal, la carabela siguió hacia el sur más tiempo, hasta que llegaron a un cabo arenoso y una gran bahía arenosa.: 261  Pusieron un pequeño bote para explorar cerca de la playa, pero se encontraron con una fuerza de unos 120 nativos, armados con escudos, azagayas y arcos que marchaban hacia ellos. Los exploradores de inmediato regresaron a la carabela. No obstante, la partida nativa armada dio muestras pacíficas de lo parecía una manifestación festiva en la playa, saludando e invitando a los portugueses a ir a tierra. Sin embargo, dado el estado convaleciente de Fernandes, y todavía afectado por su anterior retirada, tomó la decisión de dejar la zona y embarcaron de regreso a Portugal.
De camino a casa, Fernandes se detuvo en la isla de Arguin y en un cabo cercano en la bahía de Arguin, donde negoció la compra de una esclava negra con algunos comerciantes bereberes. A su llegada a Portugal, Álvaro Fernandes fue ampliamente recompensado por el príncipe Enrique el Navegante, que le ofreció 100 doblones, y por el regente Pedro de Coímbra, que le dio otros 100 doblones, por haber navegado más lejos que cualquier otro capitán portugués hasta el momento.: 261 

## Alcance de las exploraciones
De todos los capitanes de Enrique de la década de 1440, Fernandes parece haber sido el que llevó más lejos los descubrimientos costeros. Es casi seguro que, en su primera expedición (1445), Fernandes hubiese superado a todos los demás y que haya el primer europeo en desembarcar en Bezeguiche (isla de Gorea, en la bahía de Dakar), navegando hasta el cabo de Palos (cabo Naze), hoy en la parte central de la costa de Senegal.
El alcance de su segundo viaje de 1446 es más incierto. Zurara informa de que Fernandes navegó hasta 110 leguas más allá de cabo Verde.: 261  Si la afirmación de Zurara fuera exacta, eso significaría que Fernandes habría llegado a las inmediaciones del cabo Verga (10°12′16″N 14°27′13″O / 10.20444, -14.45361, en la actual Guinea), un salto increíble más allá de su último punto.: 280  El cronista João de Barros va aún más lejos, identificando el río Fernandes como el «Río Tabite» que remontó Fernandes. La identificación exacta del «Río Tabite» es incierta, porque ese nombre no se encuentra en las cartas antiguas.: 149n   Barros señala simplemente que el Río Tabite está 32 leguas más allá del «Río  de Nuno Tristão».: 121  Si se asume que este último sería el río Núñez (en la actual Guinea), eso llevaría a identificar el «Río Tabite» con el río Forecariah (9°16′57″N 13°20′10″O / 9.28250, -13.33611, en la actual Guinea), lo que implicaría que Fernandes debió de navegar unas tremendas 135 leguas más allá del cabo Verde, mucho más allá de las 110 leguas que sugiere Zurara. En el otro extremo, el vizconde de Santarém identifica el «Río Tabite» con el Rio do Lago (río Diombos, en el delta Sine-Saloum del actual Senegal), a tan solo 24 leguas del cabo Verde. Sin embargo, el Diombos es el principal candidato para la propia muerte de Nuno Tristão.: Pt.1  Si también fue navegado por Fernandes, eso descarta la reclamación de Fernandes de haber superado el último punto de Nuno Tristão por muchas leguas. El «Río Tabite» también ha sido identificado tentativamente con el río Gambia, aunque esto no encuentra muchos adeptos por las mismas razones de estar demasiado cerca del último punto de Tristão.
Los historiadores modernos creen que tanto Zurara como Barros exageraron mucho en lo que implica que Álvaro Fernandes llegó a la actual Guinea. En particular, es muy poco probable que hubiera navegado más allá del enorme río Geba y las muchas islas Bissagos y otros promontorios notables y accidentes sin explorarlas o hacer la menor mención de ellos. Por otra parte, Zurara afirma que a lo largo de la ruta de Fernandes desde cabo Verde, la «costa tendía generalmente al sur»,: 261  eliminando así las estimaciones más salvajes (la costa corre de manera constante al sureste después del cabo Roxo).
Revisando la evidencia, Teixeira da Mota sugiere que el «Río Tabite» que Fernandes remontó fue probablemente el río Casamance (12°33′7″N 16°45′50″O / 12.55194, -16.76389, Senegal) y que el cabo bajo y la bahía de arena que marcó su punto final era el tramo alrededor del cabo Varela (12°17′01″N 16°35′25″O / 12.28361, -16.59028, justo por debajo del cabo Roxo, en el extremo norte de lo que hoy es Guinea-Bissau).: II, p. 283  Esto significa que Fernandes realmente navegó 50 leguas (no 110) más allá del cabo Verde. Eso todavía lo convierte en el punto más lejano alcanzado por los descubrimientos portugueses en la década de 1440.
La única dificultad real con la hipótesis del Casamance es el uso de flechas envenenadas, que era común entre los pueblos serer, niominka y mandinga de la zona Saloum-Gambia, pero no entre las tribus diolas (Felupes) del Casamance. Pero los historiadores dudan de que Fernandes hubiese sido realmente herido con una flecha envenenada, en lugar de una flecha común, y que solo sufrió una infección común como secuela. El hecho mismo de que sobreviviese sugiere que no estaba envenenada, al igual que el hecho de que no hay constancia de que otros marineros informaran lesiones similares.: 282  (Esto contrasta fuertemente con el destino de Nuno Tristão y su tripulación en el río Diombos, donde una veintena de hombres cayeron muertos rápidamente por el veneno de los niominkas. Dado el destino de Tristão, Zurara puede haber simplemente asumido que todas las tribus del sur del cabo Verde utilizaban veneno.: 282–283 
La otra nota es la razón de que la carabela de Fernandes fuese emboscada en el río por los diolas del Casamance, que no estaban familiarizados con los portugueses. Teixeira da Mota señala que el secuestro de la mujer en el banco pudo haber alertado a los pueblos de los ríos de las intenciones hostiles de los portugueses. Esto contrasta con e comportamiento de los diolas en las playas de cabo Varela, cuya recepción y saludos festivos al barco portugués revela que tenían poca o ninguna noción previa de los esclavistas portugueses.: 282–283 
Por desgracia Zurara no informa de los nombres topográficos otorgados por Álvaro Fernandes en su segundo viaje, y las magnitudes imprecisas reportadas ("algunos días", "una cierta distancia") no son muy fáciles de dilucidar, dejando la conclusión abierta a discusión. Lo único que parece seguro es que Fernandes navegó más allá de su marca anterior en 1446, y que esta se mantendría en pie como la mejor marca registrada alcanzada por los descubrimientos portugueses en la siguiente década. La marca de Fernandes solo fue superada diez años más tarde, en 1456, por Alvise Cadamosto, un explorador veneciano al servicio de Enrique. Cadamosto reclamó ser el descubridor del río Casamance, y lo nombró por el rey local (mansa) de los Kasa (un pueblo casi extinto relacionados con los bainuk.)